# 1826.
◄ | 18. stoljeće | 19. stoljeće | 20. stoljeće | ►
◄ | 1790-ih | 1800-ih | 1810-ih | 1820-ih | 1830-ih | 1840-ih | 1850-ih | ►
◄◄ | ◄ | 1823. | 1824. | 1825. | 1826. | 1827. | 1828. | 1829. | ► | ►►
Arhitektura • Astronomija • Biologija • Glazba • Kazalište • Kemija • Kiparstvo • Knjige • Književnost • Kršćanstvo • Meteorologija • Medicina • Politika • Pravo • Promet • Slikarstvo • Šport • Znanost • Željeznički promet

## Događaji
- 1. travnja Samuel Morey patentirao je motor s unutarnjim izgaranjem

## Rođenja
- 9. veljače – Jožef Borovnjak slovenski pisac, politični vladar i rimokatolički svećenik u Mađarskoj († 1909.)
- 7. svibnja – Skender Fabković, hrvatski pedagog, pisac i novinar († 1905.)
- 29. ožujka – Wilhelm Liebknecht, njemački političari († 1900.)
- 1. prosinca – Sereno Watson – američki botaničar († 1892.)

## Smrti
- 5. lipnja – Carl Maria von Weber, njemački skladatelj (* 1786.)
- 4. srpnja – John Adams, 2. predsjednik SAD-a (* 1735.)
- 4. srpnja – Thomas Jefferson, 3. predsjednik SAD-a (* 1743.)
- 3. listopada – Jens Immanuel Baggesen, danski književnik (* 1764.)

## Vanjske poveznice
|  | Zajednički poslužitelj ima još gradiva o temi 1826. |